# 오키츠 카즈유키
오키츠 카즈유키(興津 和幸, おきつ かずゆき)는 일본의 남자 성우이다.

## 출연작품
※굵은 글자로 표시된 배역은 주역과 메인캐릭터

### TV 애니메이션
2008년
- 토라도라 (노토 히사미츠)

2010년
- 레이디×버틀러! (히노 아키하루)
- 시귀 (무로이 세이신)

2011년
- 그날 본 꽃의 이름을 우리는 아직 모른다
- 꽃이 피는 첫걸음
- 비탄의 아리아
- 하느님의 메모장
- 라스트 엑자일 -은빛 날개의 팜- (루스키니아)
- 스켓 댄스 (카키우치 진)

2012년
- 죠죠의 기묘한 모험 (죠나단 죠스타)

2015년
- K RETURN OF KINGS (히스이 나가레)
- (마르코 디아즈)

2016년
- 괴도 조커 (알리바바)
- 아이카츠 스타즈! (미우타마 고로)
- 쿠마 미코 (아마야도리 요시오)

2020년
- 불꽃 소방대 2장 (카림 풀럼)

### 극장판 애니메이션
2017년
- 극장판 오버로드 칠흑의 영웅 (피터 모크)

2020년
- 조제, 호랑이 그리고 물고기들 (마츠우라 하야토)

2021년
- 프린세스 프린서플 크라운 핸들러 제2장 (리차드)

2024년
- 극장판 블루 록 -에피소드 나기- (츠루기 잔테츠)

### 게임(
- 華鬼 ~恋い初める刻 永久の印~ (시즈마 미츠아키)
- BROTHERS CONFLICT (마사오미)
- OZ MAFIA (키리에)